# Balabanus
Balabanus is een geslacht van hooiwagens uit de familie Epedanidae.
De wetenschappelijke naam Balabanus is voor het eerst geldig gepubliceerd door Suzuki in 1977. 

## Soorten
Balabanus is monotypisch en omvat slechts de volgende soort:
- Balabanus quadrispinosus